# Guyane vénézuélienne
Pour les articles homonymes, voir Guyane (homonymie).
Ne doit pas être confondue avec la province de Guyane, ni avec la région du Guayana.
La Guyane vénézuélienne est une région située dans le sud-est du Venezuela, entre l'Orénoque et les frontières du Brésil et du Guyana.

## Géographie
Située à l'origine entre la Guyane brésilienne et la Guyane britannique à l'est et l'Orénoque au nord et à l'ouest, elle correspond à la partie vénézuélienne du bouclier guyanais. Cette région isolée et faiblement peuplée est recouverte de forêt tropicale humide.
On y trouve notamment :
- le mont Roraima
- le Parc national Canaima
- les chutes de Salto Ángel, les plus hautes du monde (979 mètres)
- le plateau de Sarisariñama